# Roseți
Roseți est une commune roumaine située dans le județ de Călărași.